# Hans Barhow
Hans Barhow (1704 i Kvernes i Norge – 1754 i København) var en norsk præst, guldmager og forfatter. Barhow var en præstesøn, i 1720 tog han til København for at gå på Universitet. Han fik sin teologiske eksamen i 1722.

## Liv
| Citat                                                          | Jeg åd skrækkelig og drak vand. Brugte grove sorte strømper, som var svedede. Engang spilte jeg kegler i "Døden og Djævlen" [værtshus med dårligt rygte]. Da kom jeg skrækkelig toet hjem...Jeg disputerte...læste den tid på Cartesii Opera [Descartes' værker], men forstod ej meget. Gik iblandt på biblioteket... og på collegium hos mr. Kisbye, men var ej meget agtsom. Endelig gik jeg til attestats 1722 og fik laudabilem [bedste karakter] | Citat |
| Uddrag af Hans Barhows selvbiografi omhandlende hans studietid | |       |

Han var en tid vikar i præsteembedet for sin svoger Eilert Hagerup i Kalundborg, derefter rejste han via Århus i Jylland til Norge hvor han fungerede som kapellan for sin fader i Kvernes.
I 1727 rejser han tilbage til København hvor han har skiftende arbejde som henholdsvis huslærer og præstevikar i byens mange kirker.
| Citat                                                                              | En aften sad vi silde på bænken i Kredsen [anlægget på Kongens Nytorv], kyste hinanden og talte forliebt. Soldaten, som havde vagt, stod bag os og så på. Endelig sagde han, han havde set vor adfærd. Jeg gav ham en 8-skilling, da gav han gode ord. Hun var meget violent i sine passioner, jagte mig ofte på døren, kaldte mig stundesløs. | Citat |
| Citat fra Barhows selvbiografi, hvor han fortæller om sin affære med en gift dame. | |       |

Fra 1739 var han på mange forskellige rejser rundt i Europa, bl.a. Jena, Halle, London, Paris og Lund med rejser til Danmark og Norge indimellem. 
Sine sidste fire år tilbragte han i København hvor han havde slået sig ned som guldmager. Han påstod kort før sin død at have løst gåden omkring guldmageri, uden dog at røbe sin opskrift. Han efterlod sig to små æsker med et gulligt pulver der angiveligt skulle være nøglen til det hele. En regeringskommission der var nedsat til at at finde ud af om Barhow havde talt sandt, måtte dog give fortabt i forsøget på at lave guld ud af pulveret.
Mest kendt er Barhow i dag for sine efterladte manuskripter. Disse består af 4 telefonbogstykke bind, og indeholder bl.a. Barhows selvbiografi og en anderledes vejviser over København. Barhows tekster er bemærkelsesværdigt bramfri og fortæller mest om hans udskejelser både med hensyn til alkohol men først og fremmest de erotiske. Manuskripterne er aldrig blevet trykte i sine helhed, og befinder sig i dag på Rigsarkivet i København. De blev efter Barhows død konfiskeret fra hans efterladte bo, fordi det frygtedes at han i dem havde afsløret statshemmeligheder.

## Vejviser over København
| Citat                      | I Dalschous Gård [i Lille Kongensgade] bor en brændevinsmand. Enkemand. God næring. Har to døtre... Der bor og[så] en fyrbøder. Han hedder Müller, har 4 døtre, kun 1 søn, en hos grevinde Plum, smuk pige. Vrikker når hun går. | Citat |
| Citat fra Barhows vejviser | |       |

Mest interessant for nutidens kulturhistorie er de noter Barhow har efterladt sig over en vejviser for København. Den første officielle danske vejviser blev først trykt over 20 år efter Barhows død. Men Barhows værk var heller ikke nogen almindelig vejviser, den er først og fremmest et arkiv for Barhow til brug for hans jagt som forfører i byen. Adresserne i manuskriptet er udelukkende adresser hvor Barhow har observeret smukke kvinder. Ved siden af selve adresserne har Barhow så skrevet nogle linjer der anviser hvorfor netop denne adresse er nævnt. Disse optegnelser får Andreas Friberg til i tidsskriftet Skalk at betegne Barhow som "en dansk Casanova.
| Citat                                      | Hr. Neem. Har en passabel voxen datter. Har en del små døtre. Konen er ej som klog. | Citat |
| Citat fra Barhows vejviser under Ulkegade. |                                                                                     |       |

Manuskriptet er fyldigst ved bydelen omkring Nikolaj Kirke, for det var her at Barhow boede det meste af den tid han var i København. Kommentarerne viderebringer desuden meget bysladder, der viser at Barhow har fulgt godt med i husstandene på sin rute.
| Citat                                        | Meier, en gammel mand. Chinafarer. Har penge. Om morgenen drikker sin caffe, så rider ud, så spiser, så sover, så caffe, så rider, så caffe og the. Boer under til Hallands Ås [Kongens Nytorv]. Hans sovekammer til Lille Kongensgade | Citat |
| Citat fra Barhows vejviser under Hallands Ås | |       |